# Era (bedrijf)

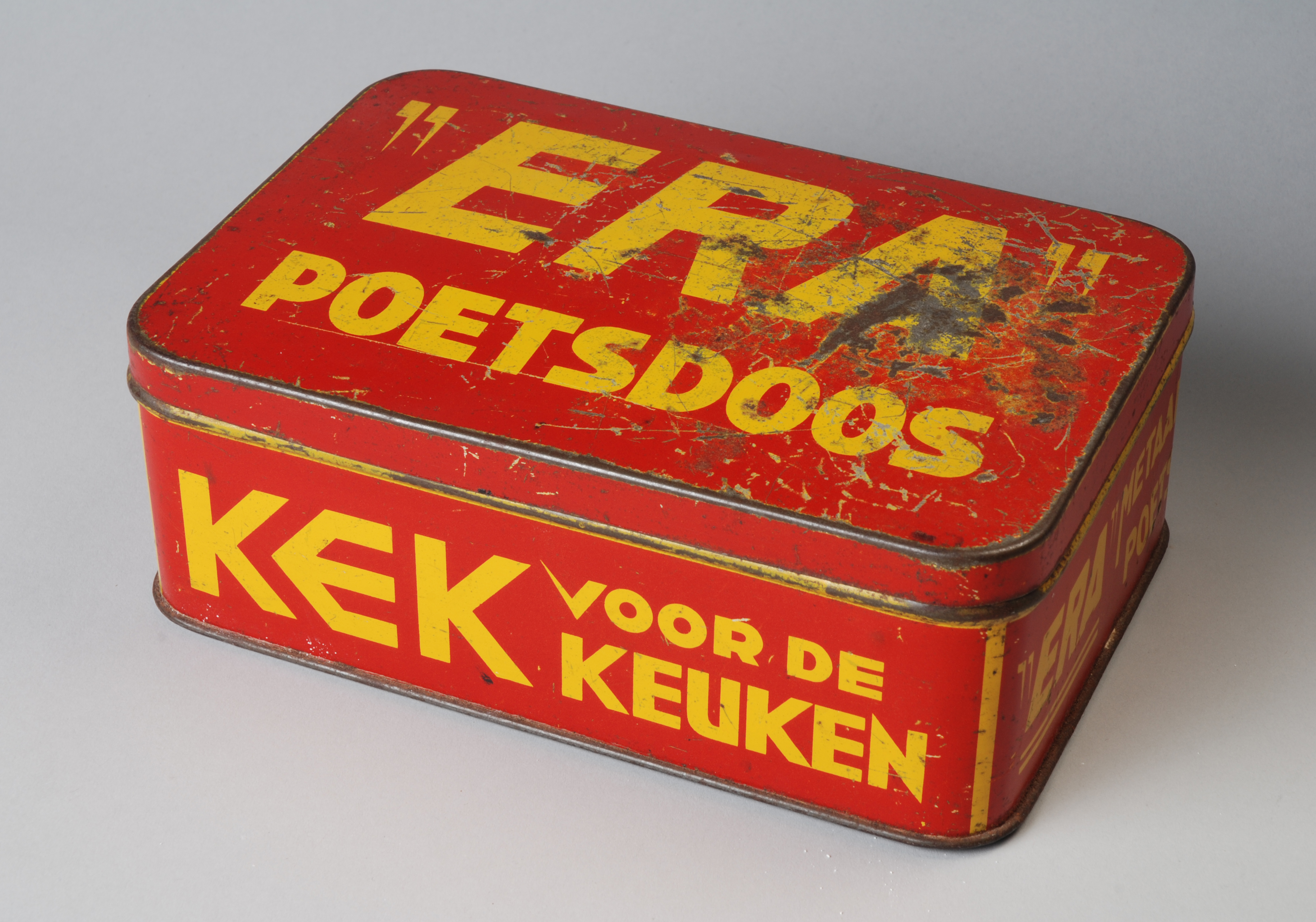

Era was de naam van een schoensmeerfabriek te Deventer, die gevestigd was aan de Hogestraat.
Het werd opgericht in 1909 als dochteronderneming van Noury & van der Lande en diende min of meer als sociale werkplaats. In 1967 sloot het bedrijf.
Era produceerde schoensmeer en wrijfwas onder de merknaam Era, en keukenglans onder de merknaam Kek.